# Roghi
Roghi (ros. Роги - Rogi, ukr. Роги - Rohy) – wieś w Mołdawii, w rejonie Dubosary, faktycznie pod kontrolą nieuznawanego międzynarodowo Naddniestrza, gdzie również stanowi część rejonu Dubosary i jest siedzibą rady wiejskiej. 

## Położenie
Wieś znajduje się na lewym brzegu Dniestru, w odległości 13 km na północ od Dubosar. 

## Historia
Pierwsza wzmianka o miejscowości pochodzi z 1748 r. W 1790 we wsi wzniesiono murowaną cerkiew Opieki Matki Bożej. W 1859 r. Roghi opisano jako miejscowość zamieszkiwaną przez 424 osoby w 85 gospodarstwach. Do 1896 r. liczba gospodarstw wzrosła do 141, zaś mieszkańców - do 651, natomiast w 1916 r. w Roghach odnotowano 780 mieszkańców. 
Położona na lewym brzegu Dniestru miejscowość w 1924 r. znalazła się w Mołdawskiej Autonomicznej Socjalistycznej Republice Radzieckiej. W tym samym roku utworzono w niej kołchoz im. 1 maja. Po II wojnie światowej grunty we wsi wchodziły w skład kołchozu z pobliskiej Corjovej, następnie zostały podzielone między kołchozy w Cocieri i Molovatej. 
W marcu 1992 r., podczas wojny o Naddniestrze, okolice Roghów były areną walk, gdy siły mołdawskie prowadziły w kierunku Dubosar natarcie przez Dniestr, od strony  położonych na prawej brzegi Holercani i Molovatej oraz kontrolowanej wsi Cocieri na brzegu lewym. 14 marca w starciu na skrzyżowaniu dróg w pobliżu Roghów zginęło dziewięciu mężczyzn walczących po stronie naddniestrzańskiej. W miejscu tym wzniesiono następnie pomnik.
W pobliżu miejscowości znajdował się wykuty w skale prawosławny klasztor z cerkwią św. Symeona Słupnika, który w połowie XIX w. był już opuszczony i zrujnowany.

## Demografia
W 2009 r. Roghi zamieszkiwało 715 osób. Dane naddniestrzańskiego spisu powszechnego z 2004 r. wykazały natomiast, że we wsi żyło 770 mieszkańców, z czego:
- 734 Mołdawian,
- 19 Ukraińców,
- 14 Rosjan,
- po jednej osobie narodowości białoruskiej, gagauzkiej i niemieckiej[7].